# Craig Thomas
David Craig Owen Thomas (24. november 1942 – 4. april 2011) var en walisisk forfatter af thrillere, hvoraf serierne om Mitchell Gant og Kenneth Aubrey nok er mest berømte. Han har også skrevet romanen Firefox, der siden blev filmatiseret med Clint Eastwood i hovedrollen.

## Baggrund
Thomas blev født som søn af JBG Thomas der var skribent i Western Mail rugby union, og han blev uddannet på Cardiff High School. Herefter studerede han på University College, Cardiff, hvor han blev færdig i 1967 med en MA med speciale i Thomas Hardy. Thomas blev ansat som lærer i engelsk på Shire Oak Grammar School i Walsall Wood, hvor han blev leder af engelskafdelingen for denne og flere andre grammar schooler i West Midlands.

## Forfatterkarriere
Efter have prøvet at få en karriere som manuskriptforfatter til radio, hvilket ikke lykkedes, skrev Thomas på deltid med sin kone som redaktør. Han skrev om filosofiske emner og tekno-thrillere, som er en genre der ofte tilskrives den bedre kendte forfatter Tom Clancy, selvom mange af Thomas' fans mener at han er den sande opfinder. De fleste af hans romaner foregår i MI6 og havde karaktererne Sir Kenneth Aubrey og Patrick Hyde.
Hans bedst kendte roman er Firefox, der gjorde ham internationalt berømt. Bogen blev filmatiseret i 1982 med Clint Eastwood både som instruktør og hovedrolleindehaver. Efter at have udgivet sin tredje roman i 1967, koldkrigs spionthrilleren Wolfsbane, opgav han sin læregerning fuldstændigt for at blive forfatter på fuld tid. Hans senere bøger inkluderer Snow Falcon og A Different War. Kort før sin død afsluttede han et tobindsværk om den tysk filosof Friedrich Nietzsche.
Thomas og hans kone Jill bøde tæt ved Lichfield, Staffordshire, men de flyttede til Somerset i 2010. Han døde den 4. april 2011 af lungebetændelse efter en kort kamp med Akut myeloisk leukemi.